# Ривароло-дель-Ре-эд-Унити
Ривароло-дель-Ре-эд-Унити (итал. Rivarolo del Re ed Uniti) — коммуна в Италии, располагается в регионе Ломбардия, подчиняется административному центру Кремона.
Население составляет 1919 человек, плотность населения составляет 71 чел./км². Занимает площадь 27 км². Почтовый индекс — 26036. Телефонный код — 0375.
Покровителем коммуны почитается святитель Зенон Веронский, празднование 12 апреля.